# インド・ヨーロッパ祖語

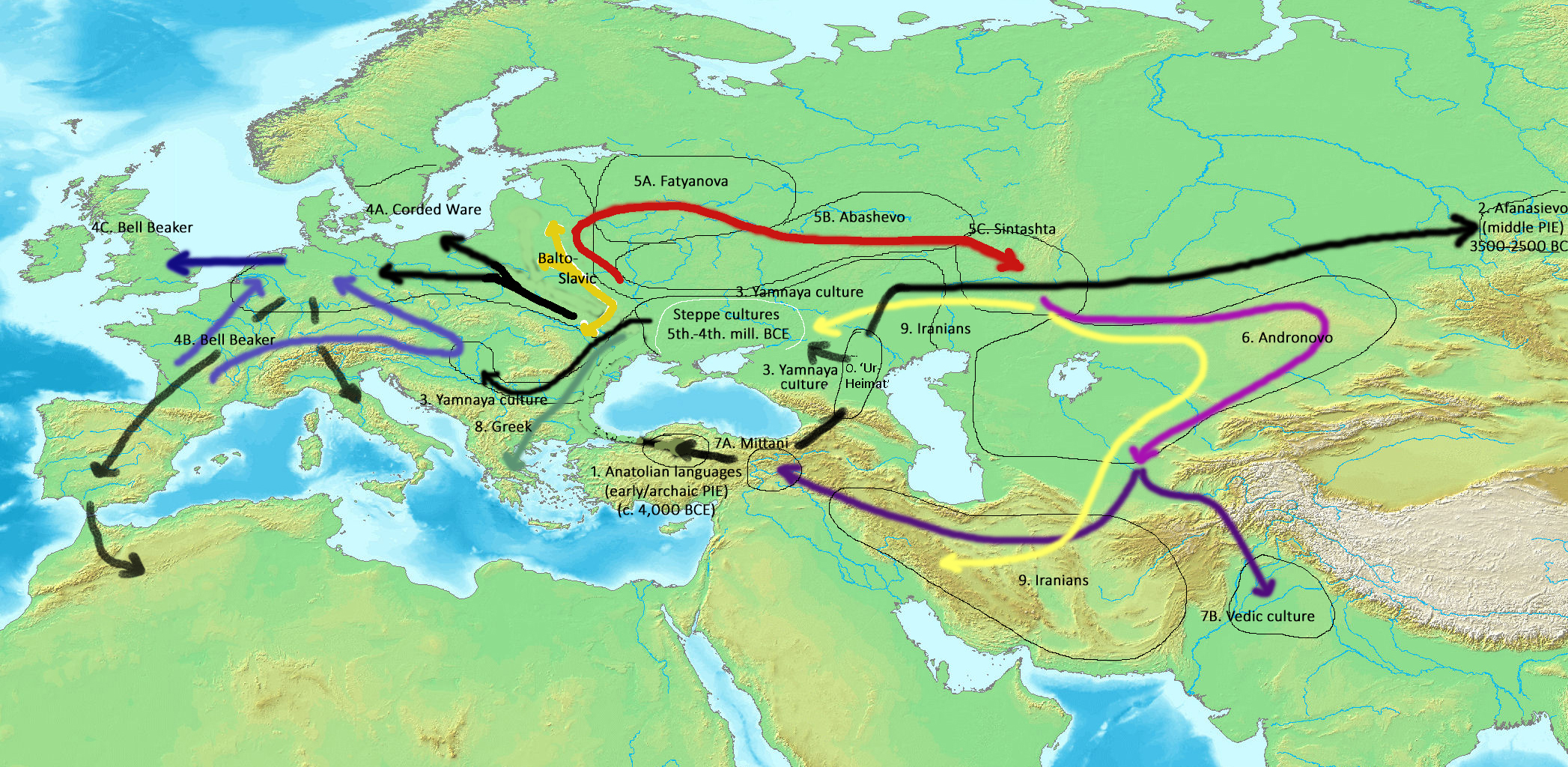
印欧語族の拡散

インド・ヨーロッパ祖語（インド・ヨーロッパそご、英: Proto-Indo-European、PIE）は、インド・ヨーロッパ語族（印欧語族）の諸言語に共通の祖先（祖語）として理論的に構築された仮説上の言語である。印欧祖語（いんおうそご、いんのうそご）とも称される。
クルガン仮説によれば6000年前にロシア南部で、アナトリア仮説によれば9000年前にアナトリアで、原印欧系民族によって話されていた。（インド・ヨーロッパ祖族#源郷についての研究を参照）
ラテン語・ギリシア語・サンスクリットなどの各古典言語をはじめ、英語・フランス語・ドイツ語・ロシア語などヨーロッパで話されている言語の大部分や、トルコ東部からイラン、インド亜大陸、スリランカにわたるクルド語・ペルシア語・ウルドゥー語・ヒンディー語・シンハラ語などの言語は、いずれもこの印欧祖語から派生して成立したとされる。

この言語の成立から崩壊までの期間は先史時代に当たり、文字が存在せず、直接の記録が一切残っていない。そのため、派生した言語からの推定により再構が進められている。崩壊期の印欧祖語は豊富な接尾辞をもつ屈折語であったとされる。印欧語族の言語は、屈折的語形変化の大部分を失ったものも多いが、英語も含めて依然全て屈折語である。しかし近年の内的再構とその形態素解析により、より古い段階の印欧祖語ではセム祖語のように語幹内の母音交替を伴う屈折が起こっていた可能性が極めて高いことが判明した。

## 発見と再構
印欧祖語は18世紀に、ラテン語・古典ギリシア語・サンスクリットといった、当時知られていたインドおよびヨーロッパの諸言語の共通の起源をなすものとして提案された。当初、他の言語から隔たっていたアナトリア語派とトカラ語派は印欧語に含められず、喉音理論も考慮されていなかった。しかし両語派の存在が明らかになり、またヒッタイト語に喉音の存在が確認されると、崩壊期の1000年程前にまずアナトリア語派が、続いてトカラ語派が分化したという形で理論的に組み込まれることになった。現在では印欧祖語の性質、歴史、原郷を再建する際、これら2語派の存在も考慮されている。
印欧祖語は文字を持たなかったため直接の証拠は存在せず、音韻および語形は全て娘言語をもとにした比較再構と内的再構によるものである。なお、印欧祖語の単語には、それが再建された形であることを示すために「*」（アステリスク）が付される。印欧語族に属する言語の単語の多くは、祖語のひとつの祖形をもとに一定の音韻変化の法則によって派生したものと考えられている。
単語の例： *wódr̥（水）、*k̑wṓn（犬）、*tréyes（3、男性形）

### 他の語族との関連
印欧祖語と他の語族との関係については諸説あるものの、印欧祖語よりもさらに時代を遡るためにいずれも推測による部分が大きく、従ってこれらの仮説の妥当性が問題となる。インド・ヨーロッパ語族と他語族との類似点として、以下が挙げられる。
- ウラル語族　：形態素の一部が明らかに同源である。
- コーカサス諸語　：音声的な特徴が類似している。ナフ・ダゲスタン語族には文法性が存在。
- アフロ・アジア語族セム語派　：文法性の存在、形容詞の変化、子音のみの単語に母音を挿入し造語。

ここから、以下のような仮説がある。
- インド・ウラル語族：ウラル語族と同系とする説。
- ポンティック語族：北西コーカサス語族と同系とする説。
  - 北西コーカサス語族を基層とし、ウラル語族のような北ユーラシアの言語を上層とする混合言語説[1]もある。
- インド・セム語族（英語版）：セム諸語と同系とする説。
- 大語族仮説
  - ウラル語族、アルタイ諸語、日本語、チュクチ・カムチャッカ語族、エスキモー・アレウト語族などとの関係を主張する説（グリーンバーグのユーラシア大語族説が代表的）、さらにアフロ・アジア語族やドラヴィダ語族などとの関係（ノストラティック大語族説）、終局的には世界祖語との関係を論ずる説（ルーレンが主に主張）などがある。

### 展開
印欧祖語から娘言語が分化する際、娘言語に応じた音韻変化の法則により音韻体系が変化した。
主要な音韻変化の法則には以下のものがある。
- グリムの法則（ゲルマン祖語）
- ヴェルナーの法則（ゲルマン祖語）
- 母音直前での*p‐音の消失（ケルト祖語）
- 母音直前での*s‐音の消失（ギリシア祖語）
- ルキの法則（サテム語派）
- ウィンターの法則（英語版）（バルト・スラヴ祖語（英語版））
- ブルークマンの法則（英語版）（インド・イラン祖語（英語版））
- グラスマンの法則
- バルトロマエの法則

## 音韻
印欧祖語は以下のような音素体系を有していたと推測されている。娘言語において祖語の音素がどのように変化したかは、インド・ヨーロッパ語族の音韻法則及びインド・ヨーロッパ語族の各言語の項目を参照されたい。

### 子音
|               | 両唇音 | 舌尖音 | 口蓋化 | 軟口蓋音 | 円唇化 | 喉音       |
| ------------- | ------ | ------ | ------ | -------- | ------ | ---------- |
| 無声閉鎖音    | p      | t      | ḱ      | k        | kʷ     |            |
| 有声閉鎖音    | b      | d      | ǵ      | g        | gʷ     |            |
| 有気閉鎖音    | bʰ     | dʰ     | ǵʰ     | gʰ       | gʷʰ    |            |
| 鼻音          | m      | n      |        |          |        |            |
| 摩擦音        |        | s      |        |          |        | h₁, h₂, h₃ |
| 流音、 半母音 | w      | r, l   | y      |          |        |            |

この表では、近年の出版物において最も一般的な表記法を採用した。上付きのʰは有気音を示す。また喉音理論では、上表の有声閉鎖音は咽頭化音もしくは放出音で、有声有気音は無声有気音だった可能性もあるとしている。
- ケルト祖語、バルト・スラヴ祖語、アルバニア語、イラン祖語では、有声有気閉鎖音(bʰ、dʰ、ǵʰ、gʰ、gʷʰ)は有声無気音(b、d、ǵ、g、gʷ)と同化した。（注： ケルト祖語ではgʷʰとgʷは同化せず、gʷʰはgに、gʷはbに同化した。）
- ゲルマン祖語ではグリムの法則により、無声閉鎖音は摩擦音に、有声無気音は無声無気音に、有声有気音は無声有気音に変化した。
- 印欧語族のうち特に古い幾つかの言語では、グラスマンの法則、バルトロマエの法則により、特定の状況下で帯気の位置が変化した。

#### 両唇音
両唇音はp、b、bʰの3つとされ、包括記号Pで表されるが、両唇音の出現頻度は極めて低い。放出音をもつ言語は両唇放出音を持たない傾向があるため、両唇音の出現頻度の低さは喉音理論の論拠とされる。

#### 舌尖音
再建により、t, d, dʰの3つの歯音が一般に同定されている。これらの子音は包括記号Tで表される。
ある研究者は、子音クラスターTKが祖語の段階で音位転換を経てKþとなっていると主張している。根拠は以下の通り。
- 「大地」を意味する語はヒッタイト語で"dagan"、ギリシア語で"khthōn"である。
祖語では*ǵʰðōm、その古形は*dʰǵʰomsと再建される。
- 「怪物」を意味する語はヒッタイト語で"hartagas"、ギリシア語で"arktos"である。
祖語では*hrkþos、その古形は*hrtgosと再建される。

一方、*dʰégʷʰ(「焼く」の意、ゲルマン祖語で昼を表す"*dagaz"と同根)のサンスクリット語での語形は、「彼は焼く」とするときkṣā́yat(< *dʰgʷʰ‐éh₁‐)なのに対し、「焼かれている」とするときdáhati(< *dʰégʷʰ‐e‐)である。これについては、母音交替の程度によって音位転移を経る語形と経ない語形が存在するとしている。

#### 舌背音
印欧祖語の舌背音として、軟口蓋硬口蓋化音、軟口蓋音、軟口蓋円唇化音の3系統が再建されている。これはケントゥム語派とサテム語派の比較により発見された。
- 軟口蓋硬口蓋化音(ḱ、ǵ、ǵʰの3種。「k'、g'、g'ʰ」、「k̑、g̑、g̑ʰ」、「k、ĝ、ĝʰ」とも表記される)は、口蓋化した軟口蓋閉鎖音([kʲ]、[gʲ])と推定され、サテム語派では摩擦音となっている。
- 軟口蓋音(k、g、gʰ)
- 軟口蓋円唇化音(kʷ、gʷ、gʷʰ。「ku̯、gu̯、gu̯h」とも)。

上付きのʷは、円唇化、つまり軟口蓋閉鎖音を調音する際に唇を丸めることを示している([kʷ]は、英語のqueenのquの部分に見られる音に似た音である）。ケントゥム語派では軟口蓋硬口蓋化音が軟口蓋音に同化したのに対し、サテム語派では軟口蓋円唇化音が軟口蓋音に同化した。
普通の軟口蓋音(k、g、gʰ)と口蓋化音や円唇化音との関係について、この普通の軟口蓋音が他の2種の軟口蓋音からいつ独立した音素となったかが議論の的となっている。ある音声的条件下では前者は後者に中和するため、結果ほとんどの場合で普通の軟口蓋音は異音として出現するのである。この異音化がいつ起こるのかは正確には特定されていないが、sまたはuの後、もしくはrの前で中和が起こることが広く認められている。さて、印欧語学者の多数は崩壊期直前には既に3つの軟口蓋音の系統が認められていたとするが、一方コルトラントを含む少数学派は、普通の軟口蓋音はサテム語派の分岐後、その一部から発展したとしている。これは1894年、アントワーヌ・メイエにより唱えられた説である。
印欧祖語の時点で既に3系統の軟口蓋音が弁別されていたとする説の証拠としては、アルバニア語とアルメニア語、ルウィ語がしばしば言及される。アルメニア語とアルバニア語では普通の軟口蓋音が軟口蓋円唇化音と一定状況下では弁別され、またルウィ語には3系統の軟口蓋音が反映されたとみられる3種類の音素z(<*ḱ、おそらく[ts])、k(<*k)、ku(<*kʷ、おそらく[kʷ])が存在するのである。しかし、一方コルトラントはこの証拠の重要性に疑問を呈している。普通の軟口蓋音が単独の音素となった時期については、音素分析された種々の異音が本来どのように分布していたかが類推展開では不明瞭になるうえ、またこの問題に確固とした結論を出せるほど直近の事例ではなく、また証拠も十分に存在しない。そのため、この論争が終局的に解決する見込みはない。

#### 摩擦音
s、および有声音の異音としてのz。喉音理論によれば、いくつかの摩擦音があったとされるが、実際の音価については意見の対立がある。また、tおよびd音の異音としての摩擦音þ、ðも存在していた。

#### 喉音
「h₁、h₂、h₃」、これらの包括記号としてのH （もしくは「ə₁、ə₂、ə₃」とə）は、理論上の喉音の音素である。これらの音価については意見の分かれるところだが、h₁はʔとhの同化したものである証拠が幾つか見つかっているほか、h₂が口蓋垂摩擦音または咽頭摩擦音で、h₃が円唇化を伴っていたことは一般に認められ、「ʔ、ʕ、ʕʷ」、または「x、χ~ħ、xʷ」がしばしば候補として挙げられている。「印欧語のシュワー」として知られるəは、子音間の喉音について広く用いられる。

#### 鼻音と流音
r、l、m、nの4種と、その母音化した異音のr̥、l̥、m̥、n̥が知られている。包括記号はR。

#### 半母音
w、y（u̯、i̯とも表記される）の2種と、その母音化した異音のu、iが知られている。

### 母音
- 短母音：　a、e、i、o、u
- 長母音：　ā、ē、ō
：(コロン)がマクロンに代わって母音の長短を示すために使われることもある。(例：a:、e:、o:).
- 二重母音：　 ai、au、āi、āu、ei、eu、ēi、ēu、oi、ou、ōi、ōu
- 子音音素の母音化した異音： u、i、r̥、l̥、m̥、n̥
代償延長のため、他にī、ū、r̥̄、l̥̄、m̥̄、nのような長母音も祖語形中に現れる。

a（長短ともに）はh₂がeの前または後に続いた語形から変化したものであることがしばしば示されている。マイヤホーファーは印欧祖語においてaおよびāが実際はh₂を必ず伴っていたのではないかとしている。

### 母音交替
印欧祖語には、同じ語根から母音の音素/o///e///Ø/を対比する特有の母音交替法則が存在している。

## 文法

### 名詞
名詞は三つの性（男性、女性、中性）と三つの数（単数、複数、双数）をもち、また八つの格（主格、対格、属格、与格、具格、奪格、処格、呼格）をとる。
屈折により母音幹名詞と非母音幹名詞の二種類に大別される。母音幹名詞の語幹は接尾辞"‐o‐"(呼格では「"‐e‐")によって形成され、母音交替を伴わない。非母音幹名詞は母音幹名詞より起源が古く、母音交替の様態、および早期祖語においてはアクセントの位置でさらに分類される。
|              | (Beekes 1995) | (Beekes 1995) | (Beekes 1995) | (Beekes 1995) | (Beekes 1995) | (Beekes 1995) | (Ramat 1998) | (Ramat 1998) | (Ramat 1998) | (Ramat 1998) | (Ramat 1998) | (Ramat 1998) | (Ramat 1998) | (Ramat 1998) | (Ramat 1998) |
| 非母音幹名詞 | 非母音幹名詞  | 非母音幹名詞  | 非母音幹名詞  | 非母音幹名詞  | (Beekes 1995) | (Beekes 1995) | 母音幹名詞   | 母音幹名詞   | 母音幹名詞   | 母音幹名詞   | 母音幹名詞   |              |              |              |              |
| 通性         | 通性          | 通性          | 中性          | 中性          | 中性          | 通性          | 通性         | 通性         | 中性         | 中性         | 男性         | 男性         | 男性         | 中性         |              |
| 単数         | 複数          | 双数          | 単数          | 複数          | 双数          | 単数          | 複数         | 双数         | 単数         | 複数         | 単数         | 複数         | 双数         | 単数         |              |
| ------------ | ------------- | ------------- | ------------- | ------------- | ------------- | ------------- | ------------ | ------------ | ------------ | ------------ | ------------ | ------------ | ------------ | ------------ | ------------ |
| 主格         | -s、Ø         | -es           | -h₁(e)        | -m、Ø         | -h₂、Ø        | -ih₁          | -s           | -es          | -h₁e?        | Ø            | -(e)h₂       | -os          | -ōs          | -oh₁(u)?     | -om          |
| 対格         | -m            | -ns           | -ih₁          | -m, Ø         | -h₂, Ø        | -ih₁          | -m̥           | -m̥s          | -h₁e?        | Ø            |              | -om          | -ons         | -oh₁(u)?     | -om          |
| 属格         | -(o)s         | -om           | -h₁e          | -(o)s         | -om           | -h₁e          | -es、-os、-s | -ōm          |              |              |              | -os(y)o      | -ōm          |              |              |
| 与格         | -(e)i         | -mus          | -me           | -(e)i         | -mus          | -me           | -ei          |              |              |              |              | -ōi          |              |              |              |
| 具格         | -(e)h₁        | -bʰi          | -bʰih₁        | -(e)h₁        | -bʰi          | -bʰih₁        |              | -bʰi         |              |              |              | -ō           | -ōjs         |              |              |
| 奪格         | -(o)s         | -ios          | -ios          | -(o)s         | -ios          | -ios          |              |              |              |              |              |              |              |              |              |
| 処格         | -i, Ø         | -su           | -h₁ou         | -i, Ø         | -su           | -h₁ou         | -i, Ø        | -su, -si     |              |              |              | -oi          | -oisu, -oisi |              |              |
| 呼格         | Ø             | -es           | -h₁(e)        | -m, Ø         | -h₂, Ø        | -ih₁          |              | -es          |              |              | -(e)h₂       |              |              |              |              |

### 代名詞
印欧祖語の代名詞は娘言語において著しく多様化しているため、再建は難しいとされる。また一人称、二人称では人称代名詞が存在するものの、三人称には人称代名詞の代わりに指示代名詞が使われていたことも再建を困難にする一因となっている。
人称代名詞はそれぞれ固有の屈折語形をもち、複数の語幹を持つものも存在する。一人称単数が好例で、この区別は現代英語においても"I"と"me"として残されている。また、印欧祖語には代名詞のみにみられる屈折語尾が存在し、娘言語では普通名詞でもその活用語尾が採用された。
他の代名詞は、ビークスによれば以下の通りである。
- 対格、属格、与格にはアクセントを有する語形と前接語としてはたらく語形が存在していた。
- 指示代名詞は、*so/seh₂/tod（これ、それ）と、*h₁e/ (h₁)ih₂/(h₁)id（前方照応詞）の2種類のみ。
- 他の指示代名詞は、*ḱi（ここ）、*h₂en（そこ）、*h₂eu（離れて、再び）の3つの副詞的小辞から派生した。
- 疑問代名詞、不定代名詞は語幹*kʷe-/*kʷi-をもち、形容詞化すると語幹は*kʷo-に変化した。
- 関係代名詞の語幹は*yo-。
- 所有代名詞が存在した。
- 三人称再帰代名詞が存在し、その語幹は*se(対格)、*sewe, *sei(属格)、*sébʰio, *soi(与格)であった。

|       | 一人称          | 一人称        | 二人称      | 二人称         |
|       | 単数            | 複数          | 単数        | 複数           |
| ----- | --------------- | ------------- | ----------- | -------------- |
| 主格  | h₁eǵ(oH/Hom)    | wei           | tuH         | yuH            |
| 対格' | h₁mé, h₁me      | nsmé, nōs     | twé         | usmé, wōs      |
| 属格  | h₁méne, h₁moi   | ns(er)o-, nos | tewe, toi   | yus(er)o-, wos |
| 与格' | h₁méǵʰio, h₁moi | nsmei, ns     | tébʰio, toi | usmei          |
| 具格  | h₁moí           | ?             | toí         | ?              |
| 奪格  | h₁med           | nsmed         | tued        | usmed          |
| 処格  | h₁moí           | nsmi          | toí         | usmi           |

他にもSihlerによるものもある。
|      |      | 一人称          | 一人称   | 一人称  | 二人称      | 二人称         | 二人称        |
| 単数 | 双数 | 複数            | 単数     | 双数    | 複数        |                |               |
| ---- | ---- | --------------- | -------- | ------- | ----------- | -------------- | ------------- |
| 主格 | 主格 | *eǵoH           | *weh₁    | *we-i   | *tī̆ (*tū̆)   | *yuh₁ (*yūh₁?) | *yūs (*yuHs?) |
| 対格 | 強形 | *m-mé (> *mé)   | *n ̥h₁-wé | *n̥smé   | *twé        | *uh₁-wé        | *usmé         |
| 対格 | 弱形 | *me             | *nō̆h₁    | *nō̆s    | *te         | *wō̆h₁          | *wō̆s          |
| 属格 | 強形 | *mé-me          | *nō̆h₁    | *n̥sóm   | *té-we      | *wō̆h₁          | *usóm         |
| 属格 | 弱形 | *mos (adj.)     | *nō̆h₁    | *nō̆s    | *tos (adj.) | *wō̆h₁          | *wō̆s          |
| 与格 | 強形 | *mébhi          | *nō̆h₁    | *n̥sm-éy | *tébhi      | *wō̆h₁          | *usm-éy       |
| 与格 | 弱形 | *mey, *moy?     | *nō̆h₁    | *nō̆s    | *tey, *toy  | *wō̆h₁          | *wō̆s          |
| 奪格 | 奪格 | *mm-ét (> *mét) | *nō̆h₁    | *n̥sm-ét | *tw-ét      | *wō̆h₁          | *usm-ét       |

例えばFortson（2004）のように、BeekesとSihlerのもの以外はほとんどの場合、少ししか異ならない。

### 動詞
印欧語族諸言語の動詞体系は一般に複雑で、またゲルマン語派に多数散見されるように母音交替を持つものも多い。これらのうち、古典ギリシア語とヴェーダ語の二言語は、崩壊期直後の娘言語の動詞体系を最もよく保存しているとされる。
印欧祖語の動詞は、以下のような法、態、時制、数、人称に従い屈折する。
- 法 - 直説法、命令法、接続法、希求法。この4種に加えて、ヴェーダ語から指令法が再建されるとする説も存在する。
- 態 - 能動態、中動態。
- 時制 - 現在、アオリスト、完了。本来は相に近い意味を持っていたとされる。また直説法には未完了過去と大過去が存在していた可能性もある。
- 数 - 単数、双数、複数。
- 人称 - 一人称、二人称、三人称。

印欧祖語では、動詞は豊かな派生形をもつ。高度に発達した分詞は法と時制ごとに個別に存在し、また使役形、強意形、願望形のような二次的語形も用いられる。ただし正確には、この二次的語形は屈折ではなく、派生である。事実、二次的語形は一部の動詞にしか存在せず、また元になった語の意味とは規則的に対応しない。さらに派生の一部としては、動詞的名詞や動詞的形容詞の生成もあげられる。これは、英語でいえば、動詞に接尾辞-tionや-ence、-alを伴って生成される名詞をさす派生のことである。この派生は分詞と異なり、異なった時制についても同形の語が用いられたようだ。
印欧祖語の動詞語幹は、各時制ごとに異なった接尾辞を語根に後接することで作られる。この接尾辞の語形はそれぞれ大きく異なっており、接尾辞相互の関係はほとんど存在しなかったとされる。以下、古典ギリシア語、ヴェーダ語、ラテン語を例に説明する。古典ギリシア語およびヴェーダ語の現在時制は、動詞の語根に接尾辞を後接することでつくられるが、接尾辞は複数あり（ヴェーダ語では10以上、古典ギリシア語では6以上）、またどの接尾辞を用いるかは不規則である。アオリストと完了時制も同様で、アオリスト語幹の生成にはヴェーダ語で7種類、古典ギリシア語で3種類の接尾辞が使われる。同様にラテン語の完了語幹派生には6種類の方式があるが、どの方式で作られるかに規則性は存在しない。また、現在幹と完了幹の生成にあたって、複数の接尾辞が同一の語根に後接される例が存在するが、時制の差以上に意味が異なるものも存在する。古典ギリシア語の代表例をあげると、以下のようになる。
- histēmi （立たす）と、hestēka （立っている）
- mimnēiskō （思い出させる）と、memnēmai （思い出す）
- peithō （説得する）、pepoitha （従う）と、pepeika （説得された）
- phūō （生む）と、pephūka （生ずる）

後代、これらの種々の方式は一式の屈折変化に合流したが、早期の言語、とくにヴェーダ語では活用変化が不規則なままで、古典ギリシア語でも無秩序なシステムが散見される。結果として、ヴェーダ語の動詞は一見、高い冗長性と説明不能な欠陥を併せ持つ、非常に複雑で混沌とした体系のように見えるのであり、印欧祖語においては、ヴェーダ語をこえる無秩序性が見出されるであろう。
印欧祖語の動詞には名詞の屈折と同様、母音幹形式ō類と非母音幹形式mi類の2種類が存在する。従って動詞の語幹の判別も、これらの形式によって異なることになる。母音幹形式類では語尾の前の幹母音oまたはeを基準とし、非母音幹形式類では語根に直接付けられた語尾を基準として、語幹が判別される。語幹に付せられる屈折語尾は、少なくとも一人称単数ではōとmiのような異なった語形をとる。幹母音の存在または不存在を除けば、伝統的解釈では語尾の異なる例はこれだけだとされるが、若手の研究者には根本的に異なる活用語尾を示す者もいる。例えばビークスは、古典ギリシア語とリトアニア語をもとに、母音幹動詞の活用語尾について新しい解釈を提案しているが、これらの説には依然議論の余地が存在する。
|              |            | Buck 1933    | Buck 1933  | Beekes 1995 | Beekes 1995 |
| 非母音幹動詞 | 母音幹動詞 | 非母音幹動詞 | 母音幹動詞 |             |             |
| ------------ | ---------- | ------------ | ---------- | ----------- | ----------- |
| 単数         | 一人称     | -mi          | -ō         | -mi         | -oH         |
| 単数         | 二人称     | -si          | -esi       | -si         | -eh₁i       |
| 単数         | 三人称     | -ti          | -eti       | -ti         | -e          |
| 複数         | 一人称     | -mos/mes     | -omos/omes | -mes        | -omom       |
| 複数         | 二人称     | -te          | -ete       | -th₁e       | -eth₁e      |
| 複数         | 三人称     | -nti         | -onti      | -nti        | -o          |

印欧祖語における過去時制（アオリスト、完了、未完了過去）の役割については、古典ギリシア語の過去時制と同様の役割を持っていたとする説と、それを否定する説の両方が存在しているが、ここでは古典ギリシア語とサンスクリット語における過去時制の役割について述べるにとどめる。
古典ギリシア語では、過去時制は以下のような性質を持つ。
- アオリスト - 他の関連のない独立した事象として過去の出来事を捉え、それを独立的に行ったことを表す
- 未完了過去 - 過去における反復された行動や継続された行動を表す
- 完了時制 - 過去の行動の結果としての現在の状態を表す

この区別は英語で言うところの過去形、過去進行形、現在完了形の区別にほぼ一致する。ただし古典ギリシア語では、完了時制は過去の行為そのものよりもそれによる現在の状態に焦点を当てており、この完了時制の役割は後に現在時制へと変質していくことになる。
ちなみに古典ギリシア語での現在時制、アオリスト、完了時制の違いは、直説法以外(接続法、希求法、命令法、不定法、分詞)では専ら相の違いであって、時制の問題ではない。すなわち、アオリストは単純な行為に、現在時制は現在進行中の行動に、完了時制は以前の行為による現在の状態に関係している。命令法や不定法において、アオリストは過去の行為に用いられない（これらの法では、「殺す」のような一部の動詞はアオリストのほうが現在時制よりも一般的に用いられる）。また分詞において、アオリストは時制か相のいずれかの役割を果たす。直説法以外での相の区別は、印欧祖語における時制の区別に遡るものとされ、さらに古くは中国語のような副詞の使用を起源とするとされている。しかし祖語崩壊期までに、それぞれの時制を表す副詞表現は時制としての用法を獲得し、後の印欧語において、支配的となったように考えられている。
一方ヴェーダ語の時制は古典ギリシア語の各時制と比して、
- 未完了過去が古典ギリシア語のアオリストに相当
- アオリストが古典ギリシア語の完了時制に相当
- 完了時制がしばしば現在時制と区別されない

といった特徴を有していた（ホイットニー 1924）。また直説法以外では、現在時制、アオリスト、完了時制は殆ど区別されていない。
ちなみに、文語において異なる文法形式が意味論的に区別されないとき、その形式の一部が口語では用いられなくなることはしばしば指摘されるとおりである。ヴェーダ語の娘言語である古典サンスクリット語では、接続法が消滅し、希求法と命令法で現在以外の時制が全て失われた。また直説法でも過去の3時制は広く交換可能になり、さらに後代には過去の3時制が分詞の使用で区別されなくなった。この変化はプラークリットの分化の過程を反映しているとみられる。過去時制のうち、プラークリットまで存続したものはアオリストだけであり、これすらも最終的に分詞による過去時制に取って変わられた。

## 語彙

### 数詞
印欧祖語の数詞は、一般に以下のように再建されている。
|      | Sihler 1995, 402–24                                   | Beekes 1995, 212–16 |
| ---- | ----------------------------------------------------- | ------------------- |
| 1    | *Hoi-no-/*Hoi-wo-/*Hoi-k(ʷ)o-; *sem-                  | *Hoi(H)nos          |
| 2    | *d(u)wo-                                              | *duoh₁              |
| 3    | *trei-/*tri-(母音交替)                                | *treies             |
| 4    | *kʷetwor-/*kʷetur-(母音交替) 参考： en:kʷetwóres rule | *kʷetuōr            |
| 5    | *penkʷe                                               | *penkʷe             |
| 6    | *s(w)eḱs、または*weḱsが古形か                         | *(s)uéks            |
| 7    | *septm̥                                                | *séptm              |
| 8    | *oḱtō、*oḱtouか*h₃eḱtō、*h₃eḱtou                      | *h₃eḱteh₃           |
| 9    | *(h₁)newn̥                                             | *(h₁)néun           |
| 10   | *deḱm̥(t)                                              | *déḱmt              |
| 20   | *wīḱm̥t-、または*widḱomt-が古形か                      | *duidḱmti           |
| 30   | *trīḱomt-、または*tridḱomt-が古形か                   | *trih₂dḱomth₂       |
| 40   | *kʷetwr̥̄ḱomt-、または*kʷetwr̥dḱomt-が古形か             | *kʷeturdḱomth₂      |
| 50   | *penkʷēḱomt-、または*penkʷedḱomt-が古形か             | *penkʷedḱomth₂      |
| 60   | *s(w)eḱsḱomt-、または*weḱsdḱomt-が古形か              | *ueksdḱomth₂        |
| 70   | *septm̥̄ḱomt-、または*septm̥dḱomt-が古形か               | *septmdḱomth₂       |
| 80   | *oḱtō(u)ḱomt-、または*h₃eḱto(u)dḱomt-が古形か         | *h₃eḱth₃dḱomth₂     |
| 90   | *(h₁)newn̥̄ḱomt-、または*h₁newn̥dḱomt-が古形か           | *h₁neundḱomth₂      |
| 100  | *ḱm̥tom、または*dḱm̥tomが古形か                         | *dḱmtóm             |
| 1000 | *ǵheslo-、*tusdḱomti                                  | *ǵʰesl-             |

レーマンは10より大きい数は祖語中には存在せず、祖語内の幾つかのグループで独自に生み出されたとし、*ḱm̥tómの意味は100というより「大きい数」だろうとしている。

## 文例
印欧祖語は先史時代の言語であるため当時の文例は存在しないが、19世紀以来、例証のため言語学者によって様々な試みがなされてきた。しかし実際作られた例文は憶測レベルであり、ワトキンスは150年間に及ぶこの試みを批判して、比較言語学は印欧祖語の例文を再建するのは現時点では不可能だと述べている。いずれにせよ、会話の中で印欧祖語がどのような響きを持っていたのか知る程度には役立つかもしれない。公開されている印欧祖語の文章を以下に示す。
- シュライヒャーの寓話 (Avis akvasas ka)
アウグスト・シュライヒャーが1868年に公表した。研究の進展に伴った幾つかの改稿が存在する。代表として、1939年のヒルトによるもの、1979年のレーマンとズグスタによるものがある。
- 王と神 (rēḱs deiwos-kʷe)
センが1993年に公表した。

## 話し手
インド・ヨーロッパ祖語を話していた人々は、何らかの共同体を作っていたと考えられる。これを原インド・ヨーロッパ民族（原印欧民族）ということもあるが、単一の民族あるいは人種であったという保証はない。19世紀後半以降、特にナチスの時代には、これが「アーリア民族」（本来は原インド・イラン民族のことであるが）の名で呼ばれ、ドイツ人などがその直系の子孫であるかのように喧伝された（アーリアン学説）。